# Axinella retepora
Axinella retepora är en svampdjursart som först beskrevs av Lendenfeld 1887.  Axinella retepora ingår i släktet Axinella och familjen Axinellidae. Inga underarter finns listade i Catalogue of Life.